# Rhizoecus brevirostris
Rhizoecus brevirostris är en insektsart som beskrevs av Hambleton 1979. Rhizoecus brevirostris ingår i släktet Rhizoecus och familjen ullsköldlöss. Inga underarter finns listade i Catalogue of Life.